# زیگمار بیبر
زیگمار بیبر (انگلیسی: Sigmar Bieber؛ زادهٔ ۴ ژانویهٔ ۱۹۶۸) بازیکن فوتبال است.
از باشگاه‌هایی که در آن بازی کرده‌است می‌توان به باشگاه فوتبال روت‌وایس اسن اشاره کرد.